# 300 mètres
Le 300 mètres est une des épreuves de l'athlétisme consistant à parcourir un sprint long sur une distance de 300 m, représentant la distance de trois quarts de tour de piste en extérieur.
C'est une course considérée par World Athletics comme événement similaire au 400 mètres en stade (au même titre que le 300, 400 et 500 m en salle).
Même si cette course n'est pas officielle et n'apparaît pas aux Jeux olympiques ni aux championnats du monde, elle peut être disputée en meeting. Elle est souvent courue par des coureurs de 200 mètres ou de 400 mètres.
Chez les hommes, le Botswanais Letsile Tebogo détient depuis le 17 février 2024 la meilleure performance mondiale en 30 s 69 à Pretoria, améliorant les 30 s 81 de Wayde van Niekerk du 28 juin 2017 en 30 s 81.
Chez les femmes, la Bahaméene Shaunae Miller-Uibo détient la meilleure performance mondiale en 34 s 41 depuis le 20 juin 2019, à Ostrava. L'Allemande Marita Koch a, cependant, été chronométrée en 34 s 14 lors de son record du monde du 400 m,.
Il existe aussi des meilleures performances mondiales sur piste courte de 200 mètres, qui sont de 31 s 56 pour les hommes, réalisés par Steven Gardiner, le 28 janvier 2022 à Columbia, et de 35 s 45 pour les femmes, réalisés par Irina Privalova, le 17 janvier 1993 à Moscou, égalés par Shaunae Miller-Uibo, le 3 février 2018 à New York.

## Déroulement de la course
La course consiste à faire un tour de stade d'une piste de 300 mètres même si certaines en font plus ou moins ou que ce ne soit pas la longueur officielle d'un stade. La course se pratique comme un 400 mètres : le départ se fait dans un virage qui est couru à fond, la première ligne droite se prend très vite, c'est là que la vitesse maximale est obtenue.